# جيف الكسندر (لاعب كرة قدم أمريكية)
جيف الكسندر (بالإنجليزية: Jeff Alexander)‏ هو لاعب كرة قدم أمريكية أمريكي، ولد في 15 يناير 1965 في باتون روج في الولايات المتحدة.

## وصلات خارجية
- جيف الكسندر على موقع مرجع كرة القدم المحترفة.كوم (الإنجليزية)